# 空とぶニコ!!
『空とぶニコ!!』（そらとぶニコ!!、フィンランド語: Niko - Lentäjän poika) は、2008年にリリースされたフィンランド、デンマーク、アイルランド、ドイツ合作のアニメーション映画。

## ストーリー
パパと一緒に住める日を夢見る小さなトナカイのニコ。パパはサンタクロースのソリ引きの名手で伝説のトナカイと呼ばれていた。ニコはまだ幼くママと暮らしていたが、ある日オオカミたちに襲われ必死にムササビたちと逃げるうちに、気が付いた時には街を飛びだしてしまっていた。ニコはソリ引きのトナカイ仲間が集まる街に辿りつく。パパのようなソリ引きになりたいといいうが、ニコはまだ空が飛べない。ムササビたちに教えてもらい必死に練習するが…はたしてニコは空を飛べるようになるのか?

## キャスト
| 役名       | フィンランド語版声優         | 英語版声優               | 日本語吹替   |
| ---------- | ---------------------------- | ------------------------ | ------------ |
| ニコ       | オリ・ヤントゥネン           | アンドリュー・マクマホン | 石井花奈     |
| ジュリアス | ハンヌ＝ペッカ・ビョルクマン | ノーム・マクドナルド     | 高橋ちんねん |
| ウィルマ   | ヴオッコ・ホヴァッタ         | エマ・ロバーツ           | 平井まみ     |
| 黒狼       | ヴェサ・ヴィエリッコ         | アラン・スタンフォード   |              |
| ウーナ     | エリナ・クニヒティラ         | スーザン・スロット       | 北村幸子     |
| プランサー |                              | ポール・ティラック       |              |
| エッシー   | ミンツ・ムスタカリオ         | スーザン・ゼロウフ       | 池崎美穂     |